# Thermophis zhaoermii
Thermophis zhaoermii — вид змій родини полозових (Colubridae). Ендемік Китаю.

## Поширення і екологія
Thermophis zhaoermii відомі з типової місцевості, розташованої в повіті Літанг в провінції Сичуань. Вони живуть на луках і в чагарникових заростях, поблизу гарячих джерел. Зустрічаються на висоті від 3700 до 4150 м над рівнем моря. Живляться земноводними і рибою.

## Збереження
МСОП класифікує цей вид як такий, що перебуває під загрозою зникнення. Herpetoreas zhaoermii загрожує знищення природного середовища.